# Kortrijk
Kortrijk (em neerlandês) ou Courtrai (em francês; em latim: Cortoriacum) é uma cidade e um município belga da região flamenga, localizado na província da Flandres Ocidental. Em 1 de janeiro de 2006, o município tinha 73 694 habitantes, uma superfície total de 80,02 km² a que correspondia auma densidade populacional de 921 habitantes/km².
O município é constituído pela cidade de Kortrijk propriamente dita e pelas vilas de Aalbeke, Bellegem, Bissegem, Heule, Kooigem, Marke e Rollegem. A cidade é banhada pelo rio Lys (em neerlandês: Leie) e fica situada a 42 quilômetros da cidade de Gante.

## Submunicípios
O município de Kortrijk encontra-se subdividido em oito deelgemeenten, a população e respectiva área, encontra-se na tabela abaixo.
| #    | Nome     | Superfície (km²) | População em (31 de dezembro de 2006) |
| ---- | -------- | ---------------- | ------------------------------------- |
| I    | Kortrijk | 22,38            | 40.089                                |
| II   | Heule    | 11,69            | 10.220                                |
| III  | Bissegem | 3,44             | 5.566                                 |
| IV   | Marke    | 8,22             | 8.014                                 |
| V    | Aalbeke  | 7,17             | 2.924                                 |
| VI   | Rollegem | 8,47             | 2.765                                 |
| VII  | Bellegem | 13,98            | 3.709                                 |
| VIII | Kooigem  | 4,79             | 796                                   |

Fonte: Stad Kortrijk

## Mapa

As oito deelgemeente em que se acha dividido o município de Kortrijk

## História
Cortoríaco foi fundada pelos romanos numa importante encruzilhada próximo do rio Lys, tendo aí desenvolvido um típico vico galo-românico. No século IX, Conde da Flandres mandou edificar fortificações contra o avanço dos Normandos. A vila obteve a carta de cidade em 1190 de Filipe de Alsácia. A população aumentou e foi necessário construir novos muros defensivos, parte dos quais ainda hoje podem ser vistos (os Broeltoren).
No século XIII, as batalhas entre Fernando de Portugal, Conde da Flandres e o seu primo o rei Luís VIII de França, conduziram à destruição da cidade. Os Condes da Flandres reconstruíram-na mais tarde. Desde essa altura, Kortrijk ganhou grande importância como centro produtor de linho.
Em 1202, a população de Bruges iniciou uma bem sucedida revolta contra aos franceses, que tinham anexado o condado da Flandres um par de anos antes. Em 18 de maio de 1302, a população francesa da cidade foi assassinada e isto não podia ficar impune. A subsequente famosa Batalha das Esporas Douradas (Guldensporenslag, em neerlandês) entre os flamengos, principalmente membros do povo e agricultores, e os cavaleiros de Filipe IV de França teve lugar próximo da cidade de Kortrijk em 11 de julho de 1302, resultando numa vitória esmagadora para os flamengos. Esta data é ainda hoje celebrada como feriado nacional pelos flamengos.
Depois de uma nova revolta dos flamengos, mas desta feita conta o seu próprio Conde Luís I, os franceses invadiram novamente a Flandres. Estas aquisições flamengas foram consolidadas pelos franceses na Batalha de Casel (1328). O filho de Luís I, Luís II, Filipe van Artevelde recuperaram a cidade em 1381 mas perdeu novamente no ano seguinte na batalha de Roosebeke, dando origem a uma nova vaga de pilhagens e destruição.
A maior parte do século XV foi próspero através dos duques da Borgonha, até à morte de Maria de Borgonha em 1482, que introduzira uma nova luta contra a França, O século XVI foi marcado pela revolta dos Países Baixos em 1530 devido à repressão levada a cabo por Carlos V e os confrontos gerados pela Reforma. O reinado de Luís XIV viu Kortrijk ocupada pelos franceses  cinco vezes em dezasseis anos e as suas antigas fortificações demolidas. O Tratado de Utrecht finalmente entregou finnlamente todo o território à Áustria.
Depois da Revolução Francesa e a era napoleónica, a indústria baseada no linho e a economia da cidade e arredores puderam finalmente prosperar novamente.
Kortrijk foi fortemente bombardeada no verão de 1917, mas foi ainda mais destruída pelos bombardeamentos aliados em 1944. A maior parte da cidade que podemos ver hoje foi reconstruída após a Segunda Guerra Mundial.

## Evolução demográfica
- Fonte:NIS - Opm:1806 t/m 1970=volkstellingen op 31 december; vanaf 1977= População a 1 de Janeiro

## Economia
A cidade é centro comercial de uma região produtora de linho. Possui indústria têxtil (algodoeira e de rendas) e ourivesaria.

## Monumentos

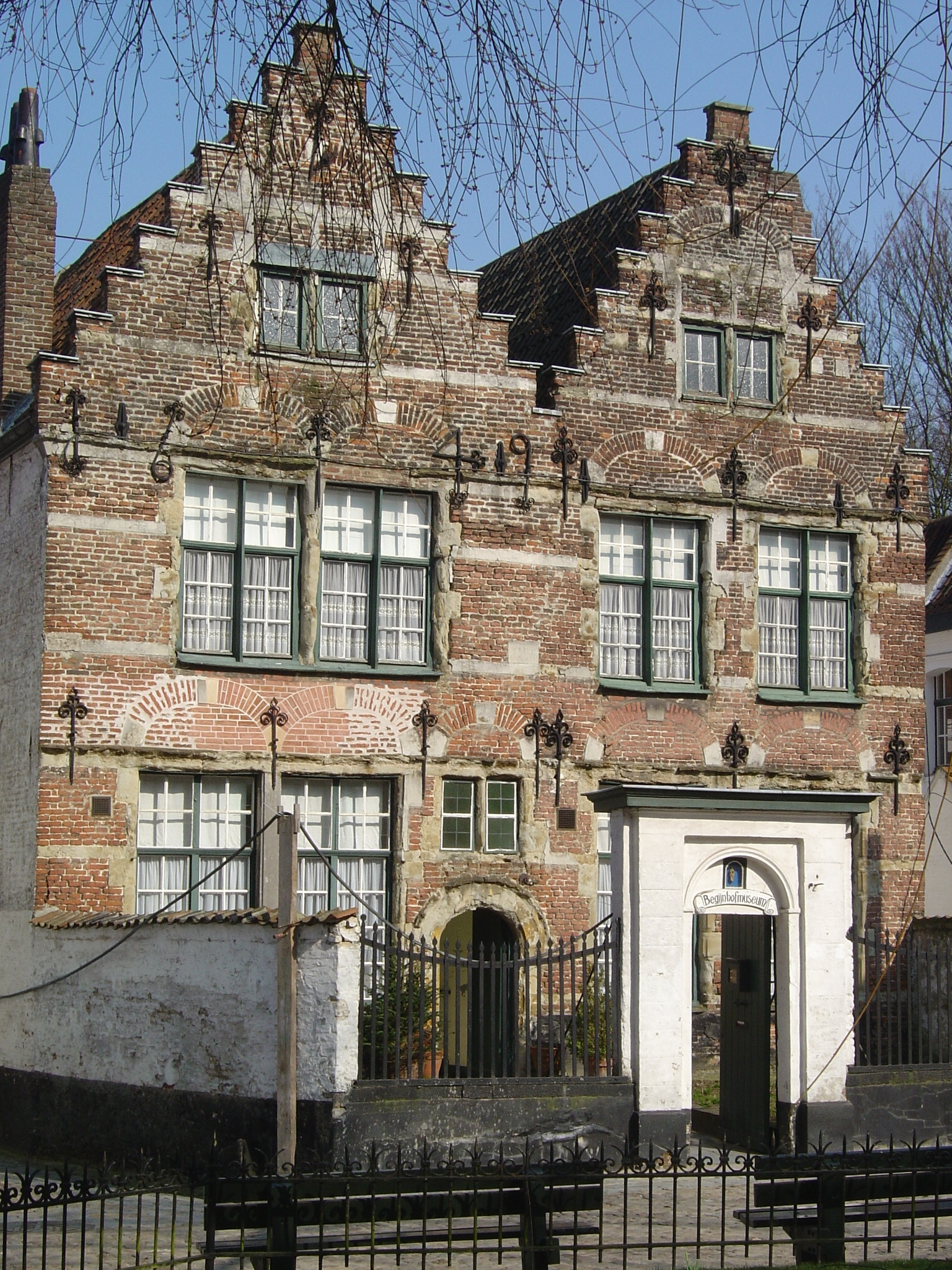
Beguinário

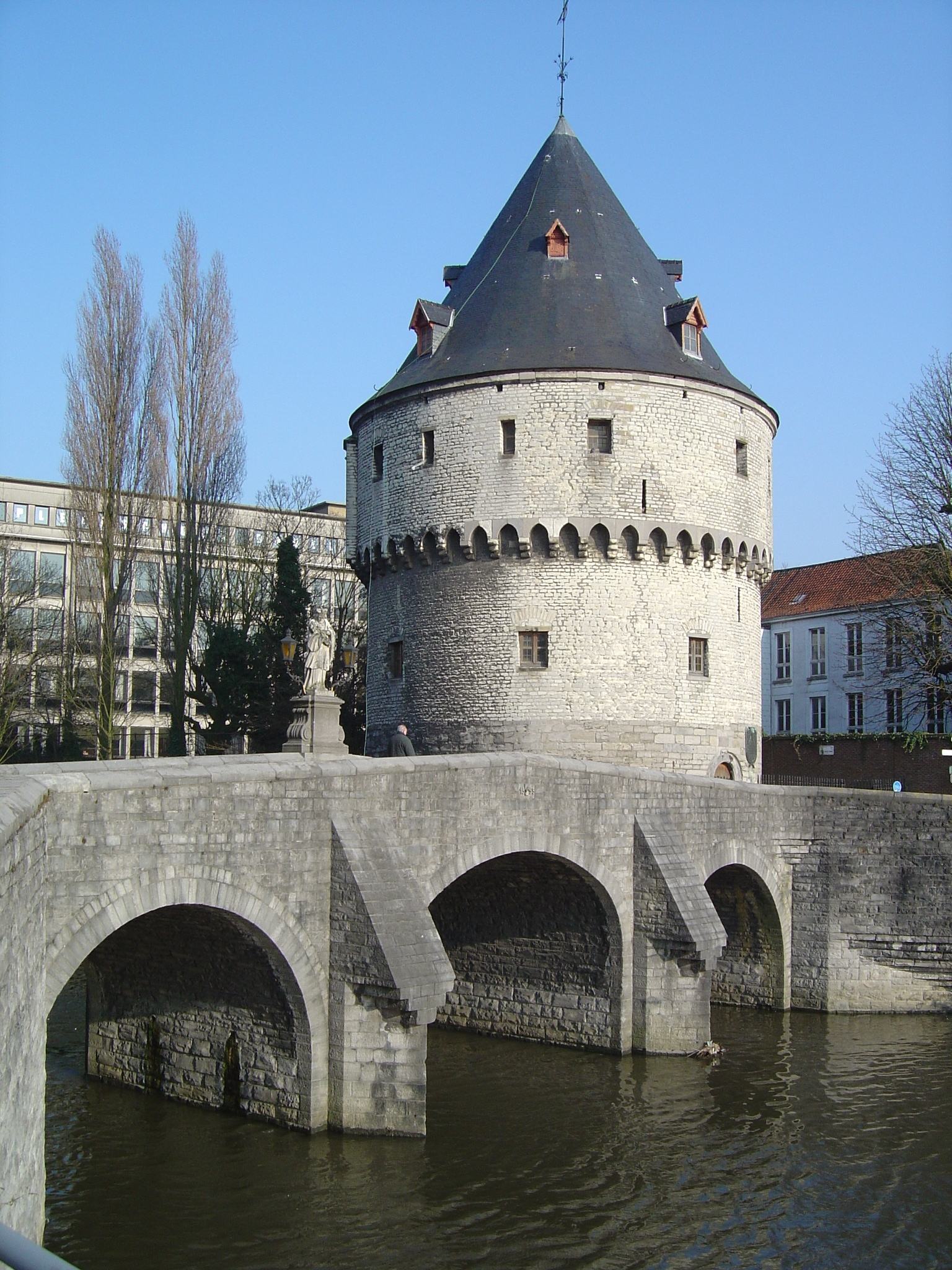
Os Broeltoren

- Na principal praça da cidade, podemos ver a fachada em estilo gótico do edifício da prefeitura decorada com estátuas dos condes de Flandres.
- O sino da igreja é encimado pela estátua de Mercúrio, deus dos mercadores. O referido sino está classificado pela UNESCO como sítio de Património Mundial da Humanidade.
- A igreja de Saint-Martin data do século XIII, mas foi reconstruído após um incêndio no século XV. Hoje possui um carrilhão composto por 48 sinos.
- A beguinaria é um dos lugares mais curiosos da cidade, conduzindo aí muitos visitantes ao século XVII. Está classificado como Património Mundial da Humanidade.
- A Igreja de Nossa Senhora (Onze-Leive-Vrouwekerk) onde nas imediações ocorreu uma batalha em 1302. Nela está exposto o quadro de Van Dyck A Elevação da Cruz.

## Cidades gémeas
- Frascati em Itália
- Bad Godesberg na Alemanha (1964)
- Windsor and Maidenhead em Inglaterra.
- Saint-Cloud em França
- Tasquente, no Uzbequistão[2]